# Proasellus gauthieri
Proasellus gauthieri är en kräftdjursart som först beskrevs av Théodore Monod 1924.  Proasellus gauthieri ingår i släktet Proasellus och familjen sötvattensgråsuggor. Utöver nominatformen finns också underarten P. g. theodori.